# Periclimenes dentidactylus
Periclimenes dentidactylus är en kräftdjursart som beskrevs av Bruce 1984. Periclimenes dentidactylus ingår i släktet Periclimenes och familjen Palaemonidae. Inga underarter finns listade i Catalogue of Life.